# قصة سنجان

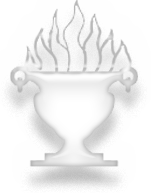

قصة سنجان (بالانجليزية: Qissa-i Sanjan) ((بالفارسية: قصه سنجان) ، (بالكجراتية: કિસે સનજાન/કિસ્સા-એ-સંજાણ)‏) هو سرد شعري للسنوات الأولى من حياة المستوطنين الزرادشتيين في شبه القارة الهندية. في غياب البدائل، من المقبول عمومًا أن يكون النص هو السرد الوحيد للأحداث الموصوفة فيه، ويرى العديد من أعضاء مجتمع البارسيون أن القصيدة الملحمية هي سرد دقيق لأسلافهم.
تبدأ الأحداث في خراسان الكبرى، ويحكي سفر المهاجرين إلى غوجارات، على الساحل الغربي للهند الحالية. ينتهي الفصل الأول، وهو الأطول، بإنشاء معبد النار في سنجان (غوجارات)، والتشتت اللاحق لأحفادهم. في الفصول اللاحقة، تروي القصة النجاح في صد الفتح الإسلامي، ثم الهزيمة أمام المسلمين، وهجرة الزرادشتيين. يتم انهاء القصة بفصل عن توثيق «حريق الورهران» إلى نافساري.
في ختامها، تم التوقيع على القصة من قبل كاهن بارسي يدعى بهمن كايكوباد (أو «بهمن كايكوباد هامجيار سانجانا» ). يتم تسجيل تاريخ التأليف على أنه 969 YZ الموافق لـ (1599 م، راجع تقويم الزرادشتية) - بعد عدة قرون من وقت وقوع الأحداث الموصوفة. كتبت القصة بأسلوب مطول للغاية شائع في الشعر الفارسي.
أصبحت قصة سنجان ، بترجم أبراهام أنكويل-دوبرون، متاحة للمنحة الأوروبية في عام 1771، عندما نشر دوبرون الترجمة الفرنسية. ومع ذلك، لم تجذب القصيدة اهتمامًا واسعًا حتى بداية القرن العشرين، ولا سيما بين كهنوت بارسي - الزرادشتية.